# Тале Кръстев
Натанаил (Тале) Кръстев Ташев Церговски е български революционер, галички войвода на Вътрешната македоно-одринска революционна организация.

## Биография
Тале Кръстев е роден на 4 май 1882 година в мияшката паланка Галичник, в Османската империя, днес в Северна Македония. Завършва II клас в българската гимназия в Солун.
Присъединява се към ВМОРО и от 1902 до 1903 година е четник при Кръстю Българията в Кочанско. Изпратен е от Задграничното представителство през пролетта на 1903 година с чета в Галичката околия и взема участие в Илинденско-Преображенското въстание. През октомври 1903 година е ранен в гърдите в сражение в местността Ядово в Бистра планина.
След разгрома на въстанието се оттегля в Княжество България. В 1904 година отново се завръща в района си в Македония. Участва в сражението в село Селце, Галичка околия, станало през септември 1904 година при инспекция в района на Даме Груев и Христо Узунов. През октомври 1904 година участва в сражението в село Слатина, Поречка околия, заедно с Даме Груев, Георги Сугарев и други войводи. Войвода е до 1905 година.
| Чета на Тале Кръстев, 10 април 1904 година | Чета на Тале Кръстев, 10 април 1904 година | Чета на Тале Кръстев, 10 април 1904 година | Чета на Тале Кръстев, 10 април 1904 година | Чета на Тале Кръстев, 10 април 1904 година |
| Номер                                      | Име                                        | Селище                                     | Околия                                     | Забележка                                  |
| ------------------------------------------ | ------------------------------------------ | ------------------------------------------ | ------------------------------------------ | ------------------------------------------ |
| 1.                                         | Тальо Кръстов                              | Галичник                                   | Дебърска                                   |                                            |
| 2.                                         | Иван Дуков                                 | Галичник                                   | Дебърска                                   |                                            |
| 3.                                         | Петко Петров                               | Топчии                                     | Разградска                                 |                                            |
| 4.                                         | Боян Панайотов                             | София                                      | Софийска                                   |                                            |
| 5.                                         | Страте Аврамов                             | Галичник                                   | Дебърска                                   |                                            |
| 6.                                         | Мате Василев                               |                                            | Дебърска                                   |                                            |

При избухването на Балканската война е доброволец в Македоно-одринското опълчение и служи в щаба и в Нестроевата рота на Първа дебърска дружина, като коняр ординарец. Ранен е и е награден с орден „За храброст“ IV степен.
По време на Първата световна война служи в Пети пехотен македонски полк, като старши подофицер в Партизанския отряд.
На 27 март 1943 година, като жител на София, подава молба за българска народна пенсия, която е одобрена и пенсията е отпусната от Министерския съвет на Царство България.
Умира на 20 ноември 1968 година в София.